# Andrei Toader
Andrei Rareș Toader (Râmnicu Vâlcea, 26 de mayo de 1997) es un deportista rumano que compite en atletismo. Ganó una medalla de oro en el Campeonato Europeo de Atletismo en Pista Cubierta de 2025, en la prueba de lanzamiento de peso.

## Palmarés internacional
| Campeonato Europeo en Pista Cubierta | Campeonato Europeo en Pista Cubierta | Campeonato Europeo en Pista Cubierta | Campeonato Europeo en Pista Cubierta |
| Año                                  | Lugar                                | Medalla                              | Prueba                               |
| ------------------------------------ | ------------------------------------ | ------------------------------------ | ------------------------------------ |
| 2025                                 | Apeldoorn (Países Bajos)             | Medalla de oro                       | Peso                                 |